# Фаилл из Кротона
Фаилл из Кротона (греч. Φάϋλλος) — греческий спортсмен и герой войны родом из итальянской Кротоны, живший на рубеже VI—V веков до нашей эры.
Не принимал участия в Олимпийских играх, но трижды одерживал победу в Пифийских играх: дважды в пятиборье и в стадионном беге. Как превосходного бегуна его вспоминает Аристофан в комедии «Ахарняне». Фаилл отличился в битве при Саламине в 480 году до н. э., когда на собственные деньги создал и укомплектовал экипажем корабль, принимающий участие в сражении. В благодарность ему установили статуи в Дельфах и на афинском Акрополе. Согласно Плутарху, Александр Великий после победы в битве при Иссе часть захваченных трофеев подарил жителям Кротоны, чтобы почтить память деяний Фаилла.
Фаилл также запомнился в памяти потомков прыжком в длину на расстояние 55 футов (16,31 метра) и броском диска на 95 футов (28,72 метра). Информация о длине прыжка Фаилла была предметом споров среди учёных античного спорта. Так как такое расстояние маловероятно преодолеть в один прыжок, предположительно, речь шла о тройном прыжке, сумме всех совершенных в соревновании прыжков или прыжке с возвышенности.